# Unmunsa

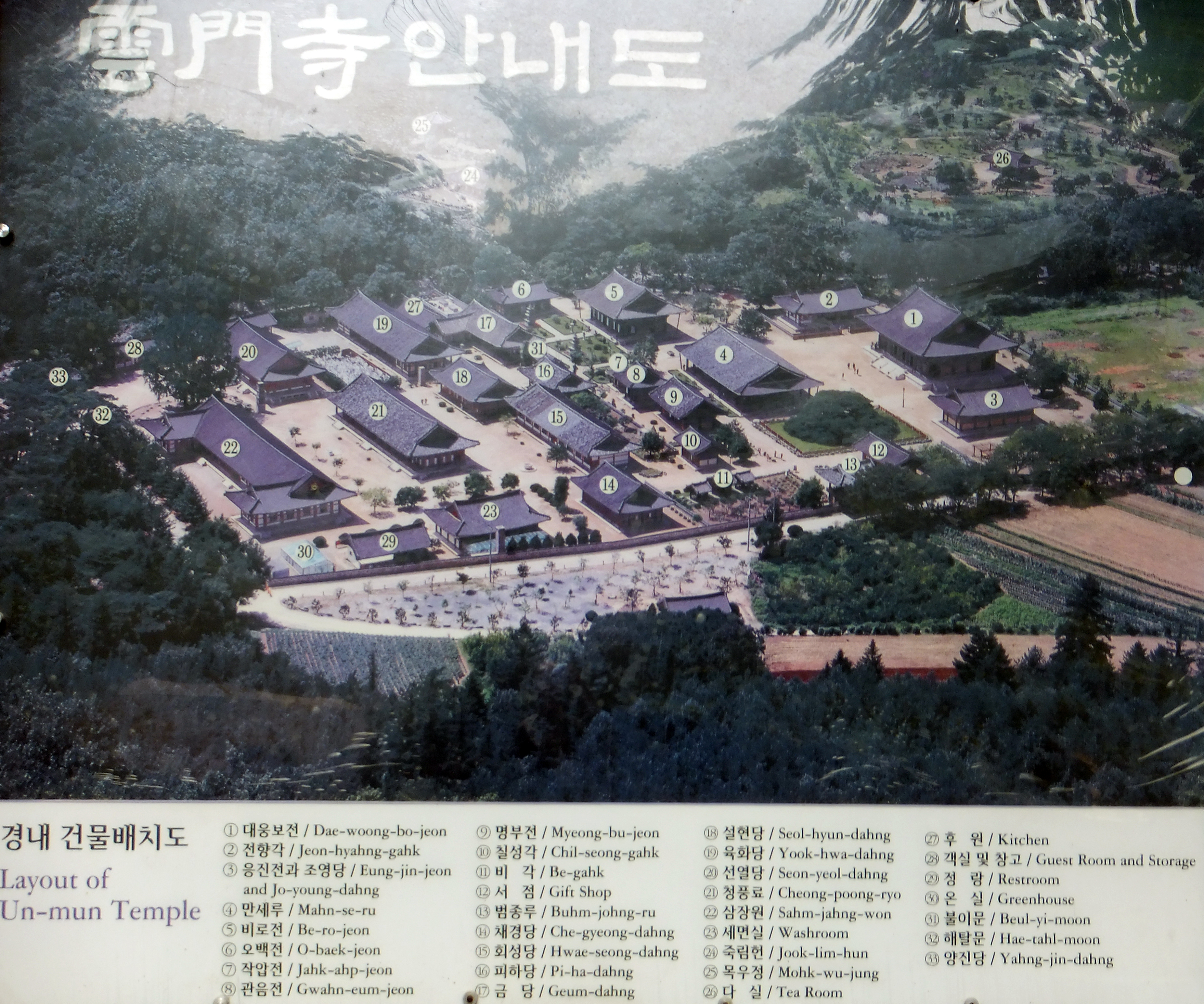
Layout der Tempelanlage

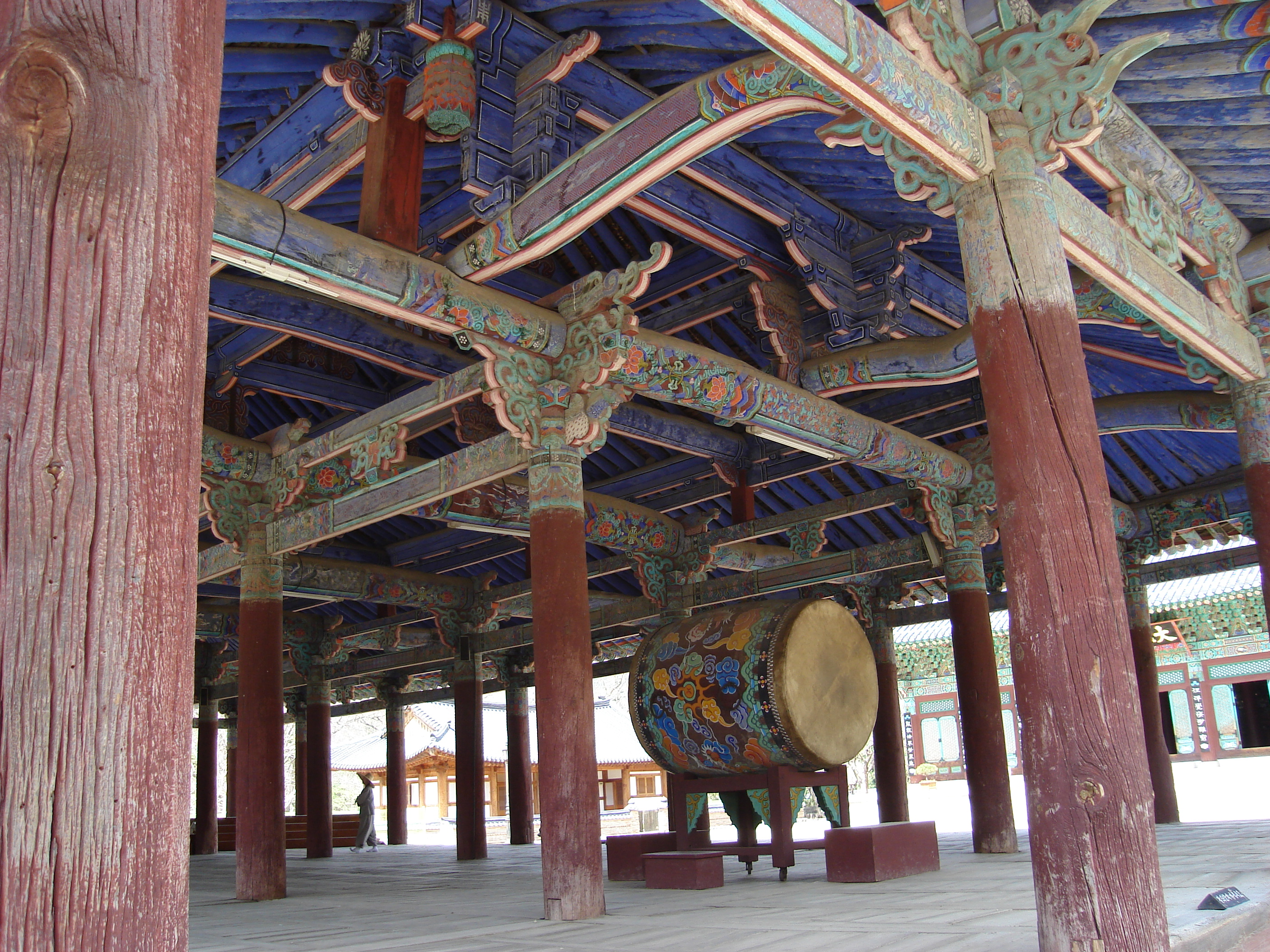
Tempel-Trommel in der zweiten Versammlungshalle Mahnseru

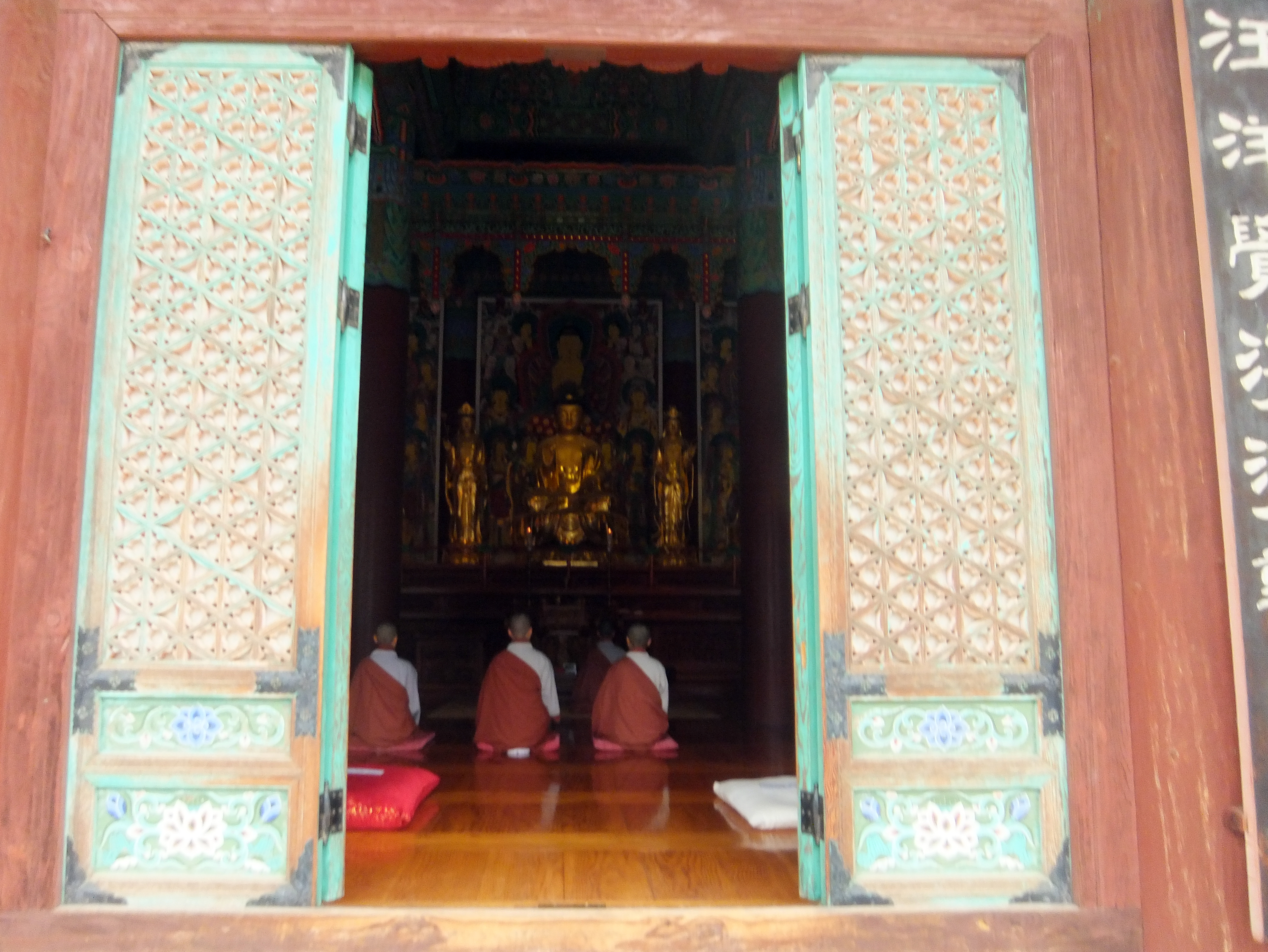
Nonnen des Unmun-Tempels bei der Andacht

Der Unmun-Tempel (kor. 운문사, Hanja 雲門寺, Unmunsa, wörtl. „Wolkentor-Tempel“) ist ein buddhistischer Tempel des den Chan-Buddhismus praktizierenden
Jogye-Ordens (Jogye-jong, 曹溪宗) im südlichen Teil des Taebaek-Gebirges in der südkoreanischen Provinz Gyeongsangbuk-do. Hier befindet sich die größte Ausbildungsstätte für Nonnen im Lande.
Der Tempel wurde durch den Mönch Sinseung im 21. Jahr der Herrschaft des Königs Jinheung (560 n. u. Z.) gegründet. Gegen Ende des Silla-Reiches hieß die erheblich erweiterte Anlage „Elstern-Vorberg-Tempel“ (Taejakgap-sa, 鵲岬寺). Doch änderte König Taejo, der unter dem Namen König Wang Geon das Goryeo-Reich und die Goryeo-Dynastie gründete, im Jahre 937 den Namen zu Unmunsa. Im 12. Jahrhundert lebten hier 2000 Mönche. Während der Invasion der koreanischen Halbinsel durch den japanischen Feldherrn Toyotomi Hideyoshi brannten Teile der Anlage nieder.
Nach dem Ende der japanischen Kolonialherrschaft (1910–1945) entstand hier 1950 die größte Ausbildungsstätte für buddhistische Nonnen (kor. biguni) Südkoreas. Neben der Meditation und dem Studium des klassischen Schrifttums spielt die praktische Tätigkeit in den umliegenden Gärten und Feldern eine wichtige Rolle.